# Communauté de communes de la campagne gâtinaise
La communauté de communes de la Campagne Gâtinaise est une ancienne communauté de communes française, située dans le département de Seine-et-Marne et la région Île-de-France.

## Historique

### Création
Créée le 26 août 1973 et rassemblant depuis l'origine les cinq communes de l'extrémité sud-est de la Seine-et-Marne, sa structure juridique prend la forme d'un établissement public de coopération intercommunale (EPCI) en 2002.

### Dissolution
À la suite de la création le 1er janvier 2010 de la communauté de communes Gâtinais-val de Loing, EPCI regroupant vingt communes du département de Seine-et-Marne dont les cinq communes de la précédente communauté, cette structure a été dissoute.

## Composition
La communauté de communes de la Campagne Gâtinaise regroupait les 5 communes suivantes du département de Seine-et-Marne :
- Beaumont-du-Gâtinais
- Gironville
- Ichy, Arville
- Obsonville